# Touche majuscule
Pour les articles homonymes, voir majuscule et maj.
Cette page contient des caractères spéciaux ou non latins. S’ils s’affichent mal (▯, ?, etc.), consultez la page d’aide Unicode.
 (août 2016).
Si vous disposez d'ouvrages ou d'articles de référence ou si vous connaissez des sites web de qualité traitant du thème abordé ici, merci de compléter l'article en donnant les références utiles à sa vérifiabilité et en les liant à la section « Notes et références ».
Sur les claviers de saisie (ordinateur, machine à écrire, etc.), une touche majuscule, notée Maj ou en anglais Shift, active la casse capitale des caractères par sa pression simultanée avec une touche de caractère. On peut trouver plusieurs touches de majuscule, souvent situées de chaque côté du clavier.

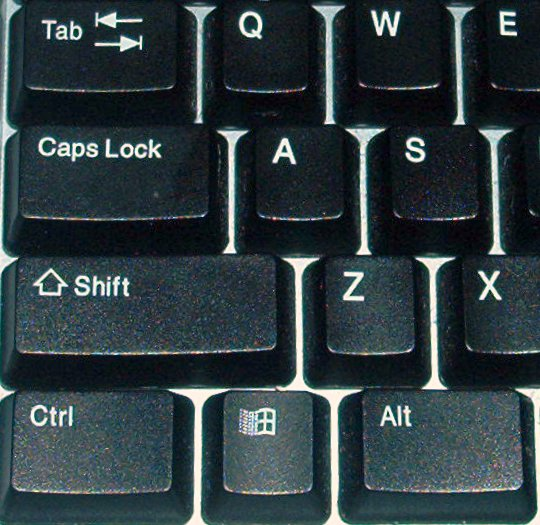
Photo d'un clavier américain avec la touche majuscule de gauche ("Shift")

## Description
Elle se trouve en général en deux emplacements : 
- à la bordure gauche : entre la touche contrôle gauche et la touche  de verrouillage des majuscules ;
- à la bordure droite du principal groupe de touches : entre la touche contrôle droite et la touche entrée.

Elle est souvent symbolisée par une flèche pointant vers le haut.
Le mot anglais shift, qui signifie décalage, provient des machines à écrire, pour lesquelles cette touche décalait le panier de marteaux vers le haut afin que le haut des marteaux, portant les capitales, frappe le ruban encreur et le papier.
Le terme « Maj. » est l'abréviation de majuscule, utilisé improprement à la place du terme « capitale ».

## Étiquetage

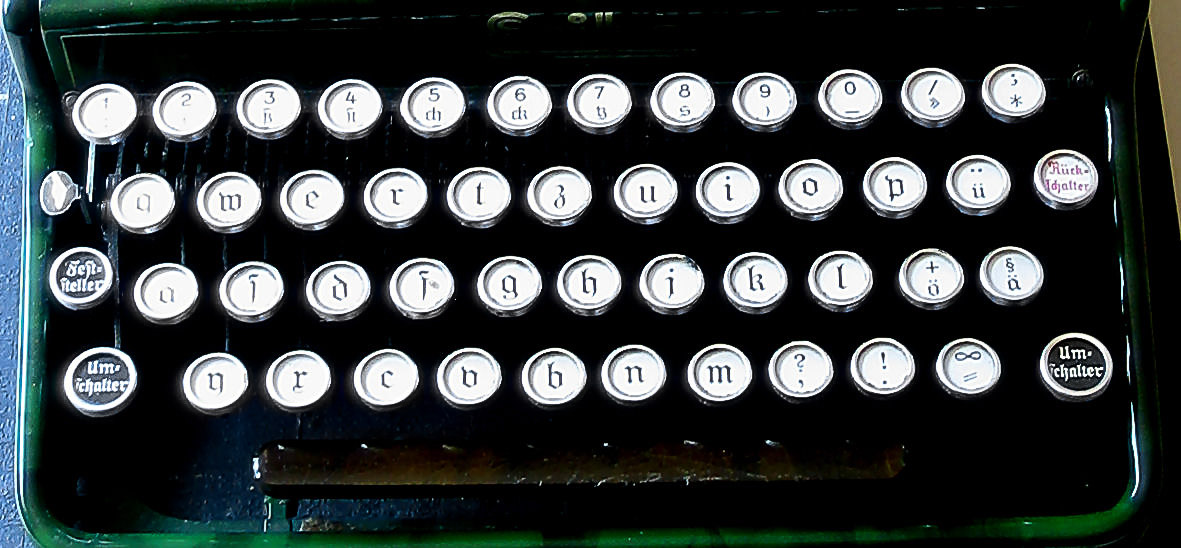
Clavier d'une machine à écrire allemande (début du XXe siècle), avec deux touches de décalage marqué «Umschalter» («commutateur»)

Symbole ISO de clavier pour « Majuscule ».

Le symbole de clavier pour la touche majuscule (qui appelle la division logique de niveau 2 de la norme internationale ISO/CEI 9995) est donné dans la norme ISO/CEI 9995-7 comme symbole 1, et dans la norme ISO 7000 « Symboles graphiques à utiliser sur un équipement » comme une variante directionnelle du symbole ISO-7000-251. En Unicode 6.1, le caractère qui s'approche le plus de ce symbole est codé U+21E7 comme: upwards white arrow (⇧). Ce symbole est couramment utilisé pour désigner la touche majuscule sur les claviers modernes (en particulier sur les claviers non américains et les claviers Apple), parfois en combinaison avec le mot « shift » ou sa traduction dans la langue locale. On trouve dans les textes les notations Shift, ⇧ Shift, SHIFT, Maj, ⇧ Maj ou encore ⇧  afin de désigner la touche majuscule.